# Профитис Илияс (Горуша)
Профитис Илияс (на гръцки: Προφήτης Ηλίας, Άτινο Μύλο, Παληοαηλιάς) е планина в Населица (Анаселица), Гърция. Част е от планината Горуша (Войо).

## Описание
Профитис Илияс е тясно ниско било, част от източите разклонения на Горуша, между притоците на Бистрица (Алиакмонас) Беливод (Вела, 650 m) на север и Праморица (700 m) на юг и между селата Аясма (Латорища, 750 m), Антуса (Резна, 820 m), Триада (Пецяни, 830 m) и Омали (Плазоми, 780 m).
Скалите на плинаната са конгломерати и пясъчници.
Изкачването до върха може да стане лесно от село Антуса (Резна, 820 m).
| Име                   | Име                   | Височина | Местоположение                             |
| --------------------- | --------------------- | -------- | ------------------------------------------ |
| Профитис Илияс        | Προφήτης Ηλίας        | 939 m    | И от Антуса (Резна) и З от Омали (Плазоми) |
| Антотопос, Кадър паша | Ανθότοπος, Κατήρ Πασή | 901 m    | СИ от Триада (Пецяни)                      |
| Трипия Петра          | Τρύπια Πέτρα          | 870 m    | И от Аясма (Латорища)                      |